# جيسي فاولر مكدونالد
جيسي فاولر مكدونالد (بالإنجليزية: Jesse Fuller McDonald)‏ هو سياسي أمريكي، ولد في 30 يونيو 1858 في أشتابولا في الولايات المتحدة، وتوفي في 25 فبراير 1942 في دنفر في الولايات المتحدة. نشط حزبياً في الحزب الجمهوري. وقد انتخب Governor of Colorado ‏ (17 مارس 1905 – 8 يناير 1907).